# Afyonkarahisar Belediyespor Basketbol Kulübü
O Afyonkarahisar Belediyespor Basketbol Kulübü, conhecido também apenas como Afyon Beledíyesi, é um clube de basquetebol baseado em Afyonkarahisar, Turquia que atualmente disputa a TBL. Manda seus jogos no Ginásio Esportivo Afyon Atatürk com capacidade para 2.000 espectadores.

## Histórico de Temporadas
| Temporada | Nível | Liga | Pos. | J     | PL  | Resultado          |
| --------- | ----- | ---- | ---- | ----- | --- | ------------------ |
| 2013-14   | 3     | TBL3 | 1    | 8-2   | 1-4 | Promovido          |
| 2014-15   | 2     | TBL2 | 15   | 11-23 |     |                    |
| 2015-16   | 2     | TBL  | 8    | 18-16 | 0-3 | Quartas de finais  |
| 2016-17   | 2     | TBL  | 5    | 22-12 | 2-3 | Quartas de finais  |
| 2017-18   | 2     | TBL  | 3    | 24-10 | 8-3 | Promovido playoffs |
| 2018-19   | 1     | BSL  | 14   | 6-22  |     |                    |

fonte:eurobasket.com